# 昆塔诺
昆塔诺（義大利語：Quintano），是意大利克雷莫纳省的一个市镇。总面积2平方公里，人口915人，人口密度457.5人/平方公里（2009年）。国家统计（ISTAT）代码为019078。